# Supercoppa di Grecia
La Supercoppa di Grecia (greco: Σούπερ Κάπ Ελλάδος) è stata una competizione calcistica greca che consisteva in una partita a cadenza annuale tra la squadra campione di Grecia e la vincitrice della Coppa di Grecia. Se ne disputarono 9 edizioni dal 1980 al 2007.
Nel caso in cui una squadra avesse centrato il double campionato-coppa, la competizione non veniva disputata. L'incontro si teneva all'inizio della stagione calcistica allo stadio Olimpico di Atene, ad eccezione di due edizioni, svoltesi sempre ad Atene, ma allo stadio Karaiskákis del Pireo nel 1996 e nel 2007.

## Albo d'oro
| Stagione  | Vincitore                      | Punteggio                      | Finalista                      | Stadio                         |
| --------- | ------------------------------ | ------------------------------ | ------------------------------ | ------------------------------ |
| 1980      | Olympiacos                     | 4 - 3                          | Kastoria                       | Stadio Karaiskákis, Pireo      |
| 1987      | Olympiacos                     | 1 - 0                          | OFI Creta                      | Stadio Olimpico, Atene         |
| 1988      | Panathīnaïkos                  | 3 - 1                          | Larissa                        | Stadio Olimpico, Atene         |
| 1989      | AEK Atene                      | 1 - 1 (6-5 dtr)                | Panathīnaïkos                  | Stadio Olimpico, Atene         |
| 1990      | Sostituita dalla Coppa di Lega | Sostituita dalla Coppa di Lega | Sostituita dalla Coppa di Lega | Sostituita dalla Coppa di Lega |
| 1991      | Non disputata                  | Non disputata                  | Non disputata                  | Non disputata                  |
| 1992      | Olympiacos                     | 3 - 1                          | AEK Atene                      | Stadio Olimpico, Atene         |
| 1993      | Panathīnaïkos                  | 1 - 0                          | AEK Atene                      | Stadio Olimpico, Atene         |
| 1994      | Panathīnaïkos                  | 3 - 0                          | AEK Atene                      | Stadio Olimpico, Atene         |
| 1995      | Non disputata                  | Non disputata                  | Non disputata                  | Non disputata                  |
| 1996      | AEK Atene                      | 1 - 1 (9-8 dtr)                | Panathīnaïkos                  | Stadio Karaiskákis, Pireo      |
| 1997-2006 | Non disputata                  | Non disputata                  | Non disputata                  | Non disputata                  |
| 2007      | Olympiacos                     | 1 - 0                          | Larissa                        | Stadio Karaiskákis, Pireo      |

## Vittorie per club
| Club          | Vittorie | Secondi posti | Anni vittorie                          | Anni sconfitte   |
| ------------- | -------- | ------------- | -------------------------------------- | ---------------- |
| Olympiacos    | 4        | 0             | 1980 (non ufficiale), 1987, 1992, 2007 | -                |
| Panathīnaïkos | 3        | 2             | 1988, 1993, 1994                       | 1989, 1996       |
| AEK Atene     | 2        | 3             | 1989, 1996                             | 1992, 1993, 1994 |
| Larissa       | -        | 2             | -                                      | 1988, 2007       |
| OFI Creta     | -        | 1             | -                                      | 1987             |
| Kastoria      | -        | 1             | -                                      | 1980             |

## Dettagli degli incontri
| 1980 non ufficiale                                                                                               | Olympiacos | 4 – 3                          | Kastoria | Stadio Karaiskákis, Pireo |
| \| \| \| \| \| Ahlström 5’, 18’ Xanthopoulos 71’ Kokolakis 84’ \| Marcatori \| 70’, 82’ Voitsidis 76’ Kopanos \| |            |                                |          |                           |
| |            |                                |          |                           |
| Ahlström 5’, 18’ Xanthopoulos 71’ Kokolakis 84’                                                                  | Marcatori  | 70’, 82’ Voitsidis 76’ Kopanos |          |                           |

| Atene 1987                                         | Olympiacos | 1 – 0 | OFI Creta | Stadio Olimpico (65,000 spett.) |
| \| \| \| \| \| Xanthopoulos 65’ \| Marcatori \| \| |            |       |           |                                 |
|                                                    |            |       |           |                                 |
| Xanthopoulos 65’                                   | Marcatori  |       |           |                                 |

| Atene 1988                                                                     | Panathīnaïkos | 3 – 1          | Larissa | Stadio Olimpico |
| \| \| \| \| \| Nielsen 27’, 64’ Kalatzis 58’ \| Marcatori \| 59’ Mitsibonas \| |               |                |         |                 |
|                                                                                |               |                |         |                 |
| Nielsen 27’, 64’ Kalatzis 58’                                                  | Marcatori     | 59’ Mitsibonas |         |                 |

| Atene 1989                                                     | AEK Atene | 1 – 1 (dts) (6-5 rig.) | Panathīnaïkos | Stadio Olimpico (65,000 spett.) |
| \| \| \| \| \| Vlahos 46’ \| Marcatori \| 78’ Christodoulou \| |           |                        |               |                                 |
|                                                                |           |                        |               |                                 |
| Vlahos 46’                                                     | Marcatori | 78’ Christodoulou      |               |                                 |

| Atene 1992                                                                                  | Olympiacos | 3 – 1          | AEK Atene | Stadio Olimpico |
| \| \| \| \| \| Batista 34’ Tsalouhidis 54’ Karapialis 60’ \| Marcatori \| 31’ Alexandrīs \| |            |                |           |                 |
|                                                                                             |            |                |           |                 |
| Batista 34’ Tsalouhidis 54’ Karapialis 60’                                                  | Marcatori  | 31’ Alexandrīs |           |                 |

| Atene 1993                                      | Panathīnaïkos | 1 – 0 | AEK Atene | Stadio Olimpico |
| \| \| \| \| \| Saravakos 22’ \| Marcatori \| \| |               |       |           |                 |
|                                                 |               |       |           |                 |
| Saravakos 22’                                   | Marcatori     |       |           |                 |

| Atene 1994                                                                  | Panathīnaïkos | 3 – 0 | AEK Atene | Stadio Olimpico |
| \| \| \| \| \| Ouzounidīs 30’ Apostolakīs 76’ Markos 86’ \| Marcatori \| \| |               |       |           |                 |
|                                                                             |               |       |           |                 |
| Ouzounidīs 30’ Apostolakīs 76’ Markos 86’                                   | Marcatori     |       |           |                 |

| Atene 1996                                                   | AEK Atene | 1 – 1 (dts) (9-8 rig.) | Panathīnaïkos | Stadio Karaiskákis |
| \| \| \| \| \| Savevski 88’ \| Marcatori \| 90’ Alexoudīs \| |           |                        |               |                    |
|                                                              |           |                        |               |                    |
| Savevski 88’                                                 | Marcatori | 90’ Alexoudīs          |               |                    |

| Arbitro: | Kapitanis |

|               |           |  |
| Mitroglou 39’ | Marcatori |  |

## Coppa di Lega 1990
Nel 1990 la Supercoppa venne sostituita da una manifestazione denominata Coppa di Lega che negli anni seguenti non venne più riproposta.
| Atene 2 giugno 1990 | AEK Atene | 3 – 2 | Olympiacos | Stadio Olimpico |